# Губаха
Губа́ха — город краевого значения в Пермском крае России. Административный центр Губахинского муниципального округа.

## География
Находится на востоке Пермского края, в его европейской части, в центре Кизеловского каменноугольного бассейна, в 200 км от Перми. Город расположен по обоим берегам реки Косьвы на территории Предуральского краевого прогиба. В городе расположена железнодорожная станция линии Чусовская — Соликамск. Площадь городских земель в пределах городской черты — 4297 га, в том числе застроенные земли — 1648 га, 195 га — зелёные массивы, насаждения общего пользования. Протяжённость всех улиц и проездов — 102,9 км, население — 22 915 чел. (2023).
На территории города широко распространены карстовые явления — пещеры, провалы. Геологический разрез Ладейная гора признан памятником природы.

## История
Поселение возникло в 1755 году при месторождении железной руды в Крестовой горе. Деревня находилась при впадении реки Габаха (Губашка) в реку Косьву и служила пристанью для барж, на которых сплавлялась железная руда с верховьев Косьвы на Каму.
В 1825 году был найден первый уголь в Губахе, на Крестовой горе, где заложили первую штольню (впоследствии шахта им. 1 Мая). Первоначально добыча велась в малых объёмах, уголь сплавлялся по Косьве в Чермоз, на металлургический завод. С постройкой в 1879 году железной дороги добыча угля резко возросла.
Для механизации шахтных работ в Губахе была сооружена ГРЭС (ныне Кизеловская ГРЭС № 3) — первая на Урале и третья в СССР электростанция, построенная по плану ГОЭЛРО. Рядом со станцией возник рабочий посёлок Кржижановск (Нижняя Губаха).
В 1928 году Губаха получила статус посёлка городского типа. В 1936 году была пущена первая очередь крупнейшего в стране и первого на Урале предприятия по производству кокса — Губахинского коксохимического завода.
В 1941 году рабочие посёлки Губаха, Кржижановск и посёлок шахты им. Крупской были объединены в город областного подчинения — Губаху, с пригородной зоной (подчинённой территорией) площадью 2858 км². Проектное название нового города предполагалось — Андреевск. 4 ноября 1959 года к Губахе был присоединён город Углеуральск. В 1960 году из состава города Губаха выделены посёлки при шахтах имени Сталина, имени Урицкого, № 4 и объединены в населенный пункт — рабочий посёлок Углеуральский; посёлок при шахте № 2 «Капитальная» преобразован в рабочий посёлок Шахтный.
С 2004 до 2012 года город был административным центром Губахинского муниципального района и Губахинского городского поселения в его составе. В соответствии с утверждёнными границами Губахинское городское поселение не включило в себя жилой район Северный, отошедший к Северо-Углеуральскому городскому поселению (однако Росстатом его население (около 6 тысяч человек) продолжало учитываться в составе г. Губахи и Губахинского городского поселения). С 2014 года население жилого района Северный стало учитываться в составе посёлка Углеуральский.
С 2012 до 2022 года являлся административным центром Губахинского городского округа. С 2022 года административный центр Губахинского муниципального округа, который объединил Гремячинский и Губахинский городские округа.

## Население
| 1931    | 1959    | 1963    | 1967    | 1970    | 1979    | 1989    | 1992    | 1996    | 1998    |
| ------- | ------- | ------- | ------- | ------- | ------- | ------- | ------- | ------- | ------- |
| 11 900  | ↗93 502 | ↘43 300 | ↘43 000 | ↘33 243 | ↘32 199 | ↗36 858 | ↘36 300 | ↘34 100 | ↘32 700 |
| 2000    | 2001    | 2002    | 2003    | 2005    | 2006    | 2007    | 2008    | 2009    | 2010    |
| ↘31 000 | ↘30 000 | ↗31 687 | ↗31 700 | ↘29 700 | ↘28 900 | ↘27 900 | ↘27 200 | ↘26 605 | ↗28 111 |
| 2011    | 2012    | 2013    | 2014    | 2015    | 2016    | 2017    | 2018    | 2019    | 2020    |
| ↘28 100 | ↘27 387 | ↘26 807 | ↘21 658 | ↘21 160 | ↘20 645 | ↘20 289 | ↘19 831 | ↘19 472 | ↘19 109 |
| 2021    | 2023    |         |         |         |         |         |         |         |         |
| ↗23 397 | ↘22 915 |         |         |         |         |         |         |         |         |

На 1 января 2025 года по численности населения город находился на 607-м месте из 1124 городов Российской Федерации.
Значительное сокращение населения произошло в Губахе в 1960-х годах (как и в целом в Кизеловском угольном бассейне, вступившем в период длительной депрессии). В дальнейшем в связи с активным развитием «Метафракса» и успешным функционированием коксового завода (он работает и сейчас) население снова начало расти. Закрытие Кизеловского угольного бассейна привело к окончательному упадку экономики окружающих Губаху шахтёрских городов и посёлков и негативно отразилось на социальной сфере города и качестве жизни в нём. На здоровье населения сказывается неблагоприятная экологическая обстановка в городе. В результате естественной убыли и миграций, в первую очередь молодёжи, население Губахи с начала 1990-х быстро сокращается.
Национальный состав
| Национальности | 1926  | 1926  |
| Национальности | число | %     |
| Всего          | 6808  | 100   |
| -------------- | ----- | ----- |
| русские        | 5464  | 80,25 |
| татары         | 1210  | 17,77 |
| прочие         | 134   | 1,96  |

## Экономика

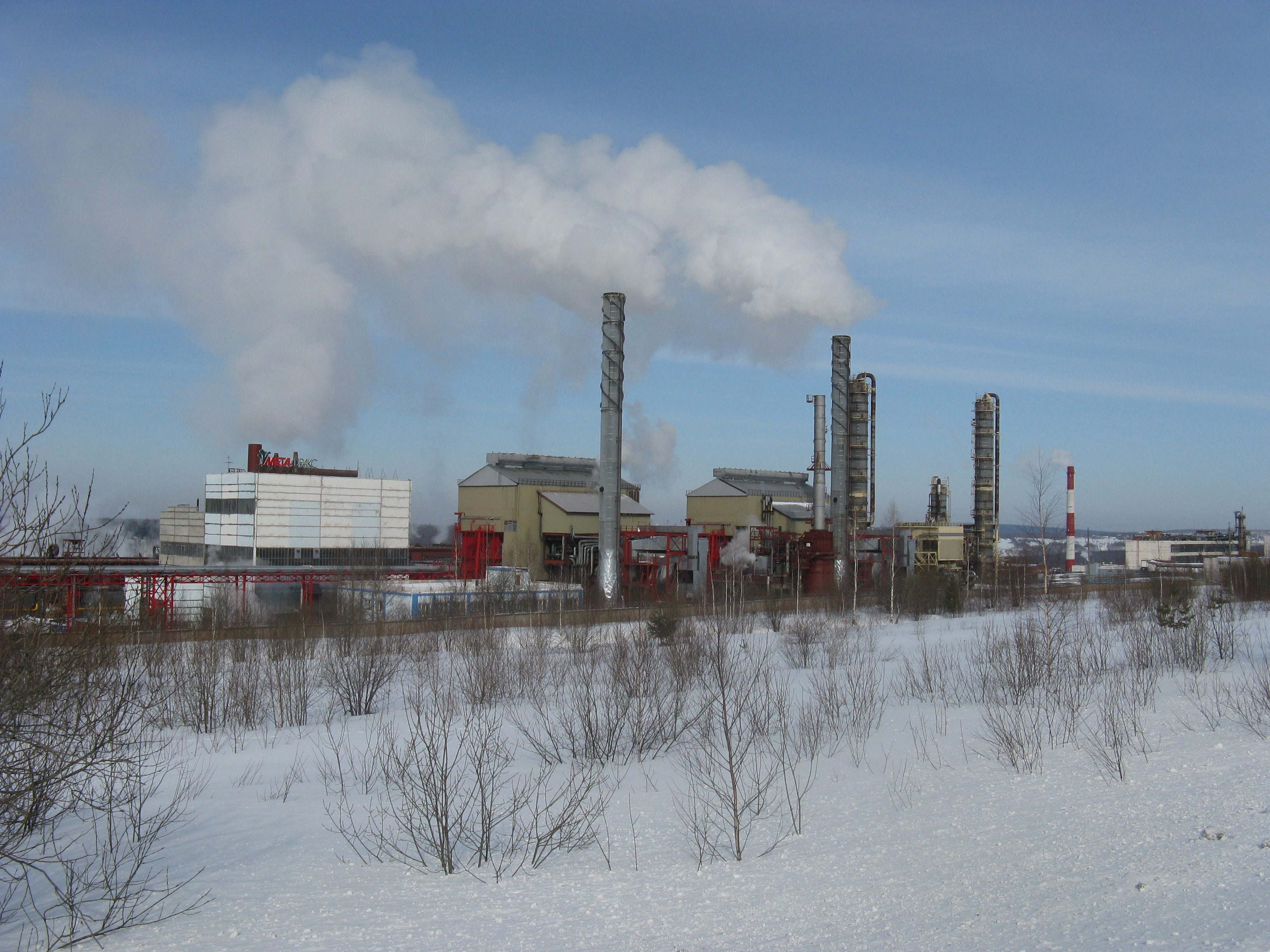
Завод «Метафракс»

В структуре промышленности (по доле в товарной продукции) преобладают: химическая — 62 %, коксохимическая — 14,5 %, легкая — 7,5 %, лесная и деревообрабатывающая — 6,5 %, электроэнергетика — 5,6 %, пищевая — 1,8 %. Крупнейшим предприятие — завод «Метафракс», производящий метанол, формалин, крепкий формалин, уротропин, пентаэритрит, формиат натрия, карбамидоформальдегидный концентрат, карбамидоформальдегидные смолы, технологический кислород, полиамид 6-блочный — капролон В, полиамид гранулированный.

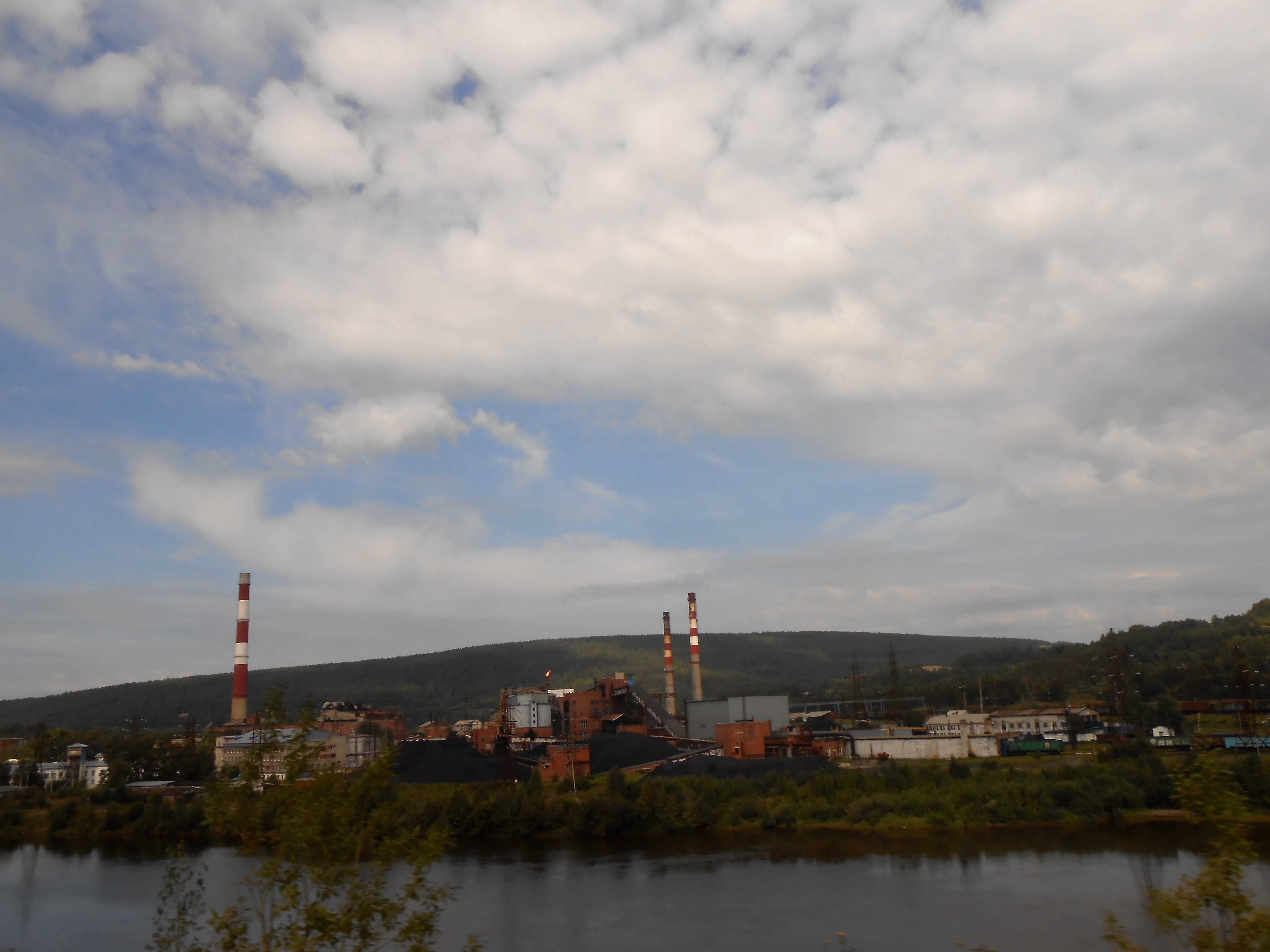
Губахинский коксохимический завод

Другое крупное предприятие — Губахинский коксохимический завод, производящий каменноугольные лаки, нафталин, каменноугольное масло, кокс, сульфат аммония, бензол, дёготь и пр.
Забалансовые запасы известняков для щебня оцениваются в 17,6 млн м³, добыча составляет 26 тыс. м³. Запасы глин оцениваются в 1,3 млн м³. Потенциальными ресурсами являются отходы угледобычи, накопленные в отвалах. Их запасы составляют 920 тыс. м³.
Строительство в Губахе и на подчинённой территории ведут специализированные организации: подразделения треста «Губахапромстрой», участок Нижнетагильского специализированного СМУ треста «Коксохимремонт», НМК № 186 треста «Спецстрой», СМУ АО «Уралметаллургмонтаж», участок треста «Западуралспецстрой», ХРСУ треста «Ремстройбыт».[значимость факта?]
Специализация хозяйства города и преобладание предприятий-монополистов делает его градообразующую базу уязвимой при изменении конъюнктуры рынка. На территории района расположены три учреждения ГУФСИН России по Пермскому краю: в посёлке 10-й км, на территории посёлков 20-й км и Широковский, которые ведут лесозаготовку и деревообработку.

## Транспорт
Территория города покрыта сетью подъездных железнодорожных путей, обеспечивающих выход предприятиям на магистральную линию Чусовская — Соликамск и вторую Углеуральский — Лёвшино. Внутригородские перевозки обеспечивает несколько транспортных предприятий, включая местный ООО «МетаТрансСтрой». Городское АТП, организованное в 1953 году, закрылось в ноябре 2014 года после проведенной сотрудниками забастовки.[значимость факта?]

## Социальная сфера, культура и образование
Город характеризуется высоким уровнем развития социальной инфраструктуры. По обеспеченности населения объектами сферы услуг Губаха лидирует на Западном Урале.
Система образования представлена медицинским училищем (320 учащихся, 78 преподавателей, в том числе 15 — штатных), Уральским химико-технологическим колледжем, общеобразовательными школами, спецшколой, музыкальной школой.[значимость факта?]
Работает спортивно-техническая школа ДОСААФ. Ранее в Губахе действовал вечерний филиал Свердловского энергетического техникума (сейчас он закрыт).[значимость факта?]
Для занятий физкультурой и спортом в Губахе функционирует спортивно-оздоровительный комплекс «Русь», который включает в себя бассейн, спортивные секции, а также спортивные клубы в помещениях, находящихся в разных частях города.[значимость факта?]
В Губахе работают 8 клубных учреждений, Дом культуры с залом на 500 мест, где занимаются 12 самодеятельных коллективов, действуют более десятка библиотек. Издается городская газета «Уральский шахтёр». Открыт городской парк культуры и отдыха площадью 14,5 га.[значимость факта?]
В 1986 году в Губахе появился детский театр «Диалог», который позже (3 ноября 2000 года) вырос в Молодёжную студию-театр «Доминанта».[значимость факта?]
Комплекс учреждений здравоохранения возглавляет филиал Пермской ГКБ № 4. Действуют две медсанчасти (на коксохимическом заводе и на «Метафраксе»). В городе размещаются туберкулезный диспансер и дом-интернат для престарелых и инвалидов. Аптечная сеть ранее возглавлялась центральной районной аптекой № 266. Имеется две гостиницы с 253 местами.

## Герб города

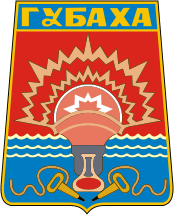
Герб Губахи, 1972

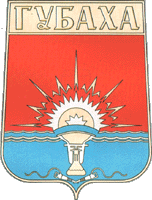
Изображение герба из книги Н. Соболевой «Гербы городов России» (1998, 2002)

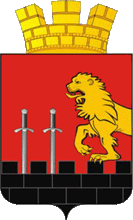
Герб Губахинского городского поселения

Герб Губахи был утверждён 29 декабря 1972 года на 11 сессии Губахинского городского Совета депутатов трудящихся 13-го созыва. Проект герба подготовлен Владимиром Дмитриевичем Полевым.[значимость факта?]
Герб города Губаха выполнен в традиционной форме. Композиция герба решена на красно-голубом фоне флага РСФСР. Согласно Ленинскому плану ГОЭЛРО в городе Губахе в 1924 году была построена Кизеловская ГРЭС № 3 имени С. М. Кирова, третья в стране и первая на Урале. Вспыхнувшая лампочка Ильча в центре герба символизирует это историческое событие и энергетику города. Угледобывающая промышленность изображена в виде отбойных молотков внизу герба. Колба, расположенная между лампочкой и отбойными молотками, отражает химическую промышленность.
- Отношение высоты герба к ширине 1,3:1.
- Отношение ширины основания герба к верхней части 1,18:1

В 2002 году Губахинская городская Дума приняла решением «О гербе города Губахи» № 224. Оно действовало до утверждения герба Губахинского района 5 октября 2006 года.
Герб города Губахи выполнен в традиционной форме.
Композиция решена на красно-синем фоне.
В центре герба расположена вспыхнувшая лампочка, которая символизирует историческое событие в жизни города: по плану ГОЭЛРО в г. Губахе построена в 1924 году Кизеловская ГРЭС № 3 им. С. М. Кирова, первенец на Урале. Символ также подчеркивает развитие энергетики в городе. В эти годы ближайшие шахты получили электрическую энергию.
Внизу герба изображены скрещенные отбойные молотки, которые также подчеркивают историческое прошлое Губахи, города, который строился, развивался как шахтерский. Редкая семья не связала свою жизнь с горным делом. Без малого два века из недр губахинской земли занимались добычей угля.
Колба, расположенная между лампочкой и отбойными молотками отражает химическую промышленность города, представителем которой является ОАО «Метафракс», градообразующее предприятие. Продукция его пользуется спросом на мировом рынке. Качество отмечено многочисленными международными наградами. Таким образом, герб символизирует прошлое, настоящее и будущее города Губахи.
[значимость факта?]
16 февраля 2011 года был утверждён герб Губахинского городского поселения, Решением Думы Губахинского городского поселения № 374 от 16 февраля 2011 года:
«В червленом поле выходящий золотой лев, идущий по мурованной черной зубчатой стене, увенчанной двумя серебряными мечами».
Герб внесен в Государственный геральдический регистр РФ под № 6812.[значимость факта?]

## Экология
Площадь городских земель, нарушенных при добыче угля, 23,2 га, в том числе занято отвалами 10,8 га, объём возникших провалов — 1500 м³, в отвалах складировано 920 тыс. м³ породы. Негативное воздействие оказывается на все компоненты среды. Основные загрязнители воздуха — ГРЭС, Коксохимзавод и завод «Метафракс». Поверхностные водостоки используются для слива кислых шахтных вод. Город занимает одно из первых мест на Западном Урале по масштабам загрязнения среды.[значимость факта?]
На территории Губахи выделено 7 геологических памятников природы (среди них две пещеры, два обнажения, гора Крестовая, карстовый мост и карстовая арка).[значимость факта?]

## Достопримечательности
Гора Крестовая является геологическим памятником природы. Высота горы составляет 471 метр над уровнем моря. С Крестовой горой связано одно из главных исторических событий города: благодаря залежам железной руды, найденным в недрах горы, он и был основан. Сегодня на склонах горы располагается горнолыжный центр «Губаха». С вершины Крестовой горы открывается вид на долину реки Косьва, а в хорошую погоду можно увидеть вершины хребта Басеги.[значимость факта?]
В 20 км от Новой Губахи расположен другой памятник природы — Каменный город.[значимость факта?]